# Responsabilité politique du Gouvernement
 (décembre 2019).
Si vous disposez d'ouvrages ou d'articles de référence ou si vous connaissez des sites web de qualité traitant du thème abordé ici, merci de compléter l'article en donnant les références utiles à sa vérifiabilité et en les liant à la section « Notes et références ».
La responsabilité politique du Gouvernement est l'obligation, pour les membres d'un gouvernement, de quitter leurs fonctions lorsqu'ils n'ont plus la confiance de l'autorité politique devant laquelle ils sont « responsables ».
Elle est distincte de la responsabilité pénale du Gouvernement.

## Principes de la responsabilité politique
L'obligation de démissionner du gouvernement lorsqu'il ne gagne plus la confiance de l'autorité politique devant laquelle il est responsable est connue sous le nom de "responsabilité politique du gouvernement".

## Mécanismes de la responsabilité politique
Mécanisme fondamental du principe de séparation souple des pouvoirs, caractéristique du régime parlementaire qui permet aux organes exécutif et législatif de mettre en jeu leur confiance réciproque (faculté d'empêcher) et de se renverser (faculté de renverser) pour assurer le fonctionnement et la pérennité du principe de séparation des pouvoirs.

### En régime parlementaire
Dans un régime parlementaire, le pouvoir exécutif et le pouvoir législatif ont tendance à collaborer, ce qui peut amener à la naissance de tensions et de crises institutionnelles. La responsabilité du Gouvernement est donc un moyen d'action réciproque, relevant de l'initiative du Premier ministre, pour contraindre la majorité des parlementaires à voter une loi qui lui est précieuse. Le gouvernement pose alors une question de confiance aux membres du Parlement. Si ces derniers refusent l'adoption du texte en question, le gouvernement est amené à démissionner et le Premier ministre peut conduire à la dissolution de l'assemblée.

#### Motion de censure
La motion de censure est caractérisée par l'engagement de la responsabilité à l'initiative des parlementaires. Il s'agit d'un moyen d'action qui permet aux membres du Parlement se trouvant en désaccord avec le gouvernement, de manifester leur mécontentement en renversant celui-ci. Cette motion de censure est limitée par des conditions plus ou moins strictes : généralement, un nombre important de parlementaires doivent en être à l'origine et sa mise en place doit requérir une majorité absolue des votes.

##### Motion de censure constructive
La motion de censure constructive doit absolument proposer un candidat qui remplacera le chef du gouvernement.

### En régime présidentiel
Il n'y a pas, à proprement parler, de responsabilité politique du gouvernement en régime présidentiel. 

### Révocation populaire: Recall
Le recall (aux Etats-Unis) ou droit de rappel (dans les Etats à constitutions socialistes) permet au corps électoral de révoquer les élus hors des élections habituelles. 

## Exemples

### En France (Cinquième République)

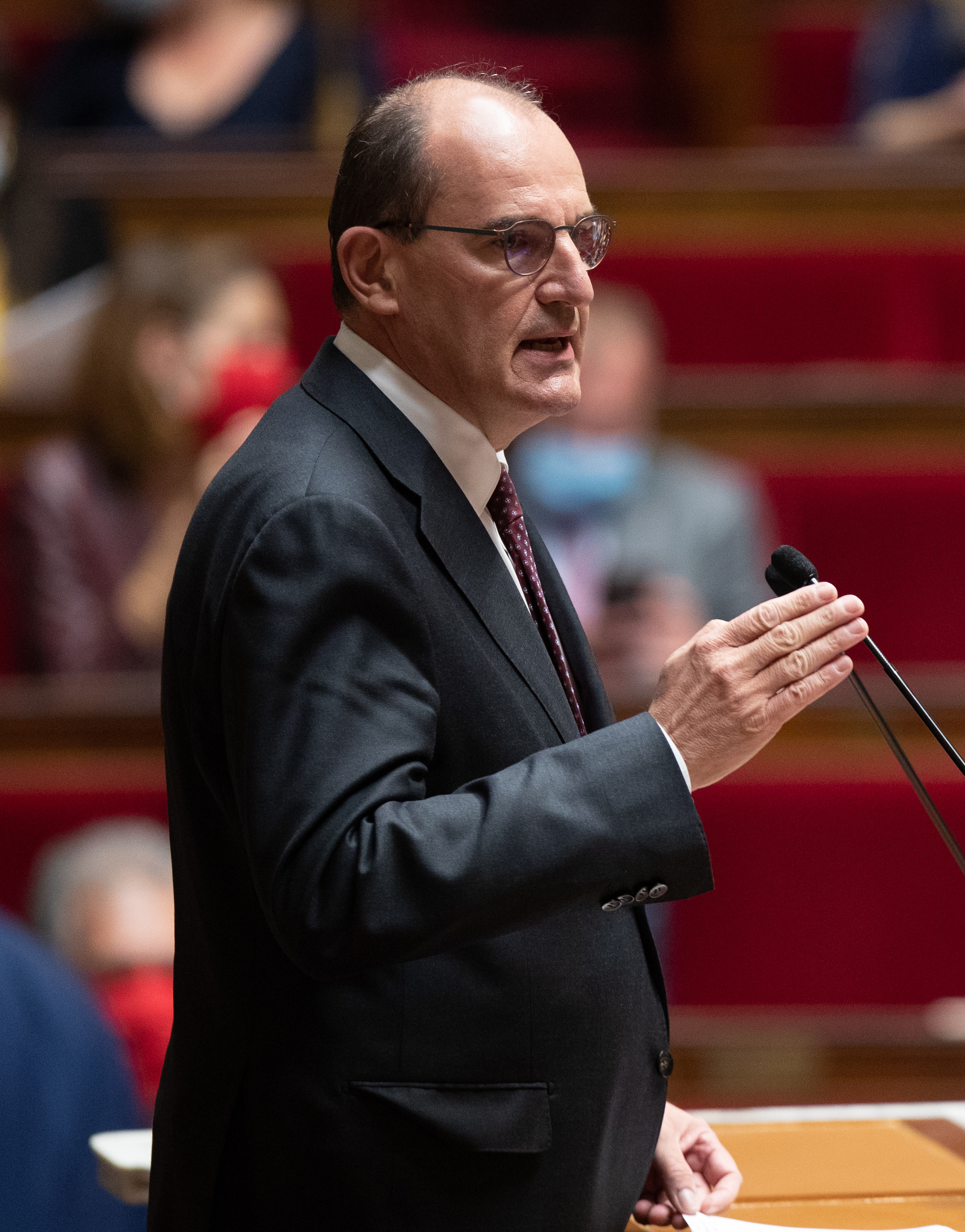
Jean Castex, Premier ministre, engage devant l'Assemblée nationale la responsabilité du gouvernement sur une déclaration de politique générale le 15 juillet 2020 à l'Assemblée nationale.

Le Gouvernement est responsable devant l'Assemblée nationale selon l'article 20. La Constitution de 1958 met en œuvre dans son article 49 trois procédures distinctes :
1. l'engagement de responsabilité sur un programme ou une déclaration de politique générale à l'initiative du gouvernement ;
2. la motion de censure à l'initiative de l'Assemblée nationale ;
3. l'engagement de responsabilité sur un texte, le point le plus original, qui permet au gouvernement de forcer l'adoption d'un texte, sauf si l'Assemblée est prête à le renverser.

Il est à noter que le gouvernement a également la possibilité de demander l'approbation de sa politique par le Sénat, cette dernière ou son refus éventuel étant dépourvue d'effets juridiques.
Le vote sur le programme ou sur une déclaration de politique générale permet au gouvernement de sa propre initiative d'obtenir la confiance de l'Assemblée. Ce mécanisme est en fait davantage utilisé pour souder une majorité que pour contrôler le gouvernement. Le gouvernement ne pose la question de confiance que s'il est sûr d'obtenir une réponse positive.
Le gouvernement a théoriquement besoin de la seule confiance de l'Assemblée nationale et pas de celle du Président de la République qui le nomme (mais ne peut le révoquer unilatéralement). Néanmoins, dans les faits, la pratique institutionnelle montre que le gouvernement est de fait responsable devant ce dernier qui, en pratique, exerce un véritable pouvoir de révocation. Selon le constitutionnaliste Pierre Avril, il existe, en outre, une responsabilité du gouvernement devant le corps électoral-comme le prouve l'existence des cohabitations

### En Allemagne

#### Motion de censure constructive
La procédure de la motion de censure constructive est prévue par l'article 67 de la Loi fondamentale allemande. Il s'agit d'un procédé de mise en jeu de la responsabilité politique du gouvernement à l'initiative du Bundestag qui permet le renversement du chancelier en fonction, par l'élection d'un successeur pour le remplacer. Le choix du procédé de la motion de censure constructive s'explique par la volonté de ne pas renouer avec l'instabilité de la République de Weimar.

#### Question de confiance
Le Chancelier peut poser la question de confiance en application de l'article 68 de la Loi fondamentale allemande. Si la question de confiance n'est pas approuvée, une période de vingt-et-un jours débute au cours de laquelle soit un nouveau chancelier est élu par le Bundestag, soit le Bundestag est dissous.

### En Italie
La responsabilité du gouvernement peut être mise en cause, soit par une motion de défiance signée par au moins un dixième des membres de la Chambre ou du Sénat, soit à l'initiative du président du Conseil (procédure de la question de confiance) ; le Sénat et la Chambre votent tous deux ; le vote du Sénat ou de la Chambre, défavorable au gouvernement, contraint ce dernier à démissionner.